# Wyszkowski Grzbiet
Wyszkowski Grzbiet (niem Gemeinde Berge) – mikroregion we wschodniej części Górach Bystrzyckich, w Sudetach Środkowych.
Jest to wyraźny grzbiet o przebiegu północ-południe. Od wschodu graniczy on wzdłuż stromego uskoku z Rowem Górnej Nysy, od północy i północnego zachodu ogranicza go potok Toczna, od zachodu przechodzi w kotlinowate obniżenie, w którym rozłożyły się wsie Wyszki, Ponikwa i Poręba, wreszcie na południu zamyka go przełomowa dolina Ponika.
Północno-zachodnie, północne i wschodnie zbocza są strome, natomiast zachodnie łagodne.
W północnej części wznosi się Łubiec (556 m n.p.m.), w środkowej Kamienisko (526 m n.p.m.), w zachodniej Długi Grzbiet (535 m n.p.m.). W południowej części przecina go Piekielna Dolina.
Wyszkowski Grzbiet zbudowany jest ze skał metamorficznych należących do metamorfiku Gór Bystrzyckich i Orlickich, głównie gnejsów, łupków łyszczykowych i kwarcytów. Na nich zalegają piaskowce górnokredowe.
Większość Grzbietu wraz ze wschodnimi zboczami porastają lasy, zachodnie stoki pokrywają pola i łąki.